# Felicitas Tesch
Felicitas Tesch (* 18. April 1958 in Berlin) ist eine deutsche Politikerin (SPD). Sie war von 2000 bis 2011 Mitglied des Abgeordnetenhauses.

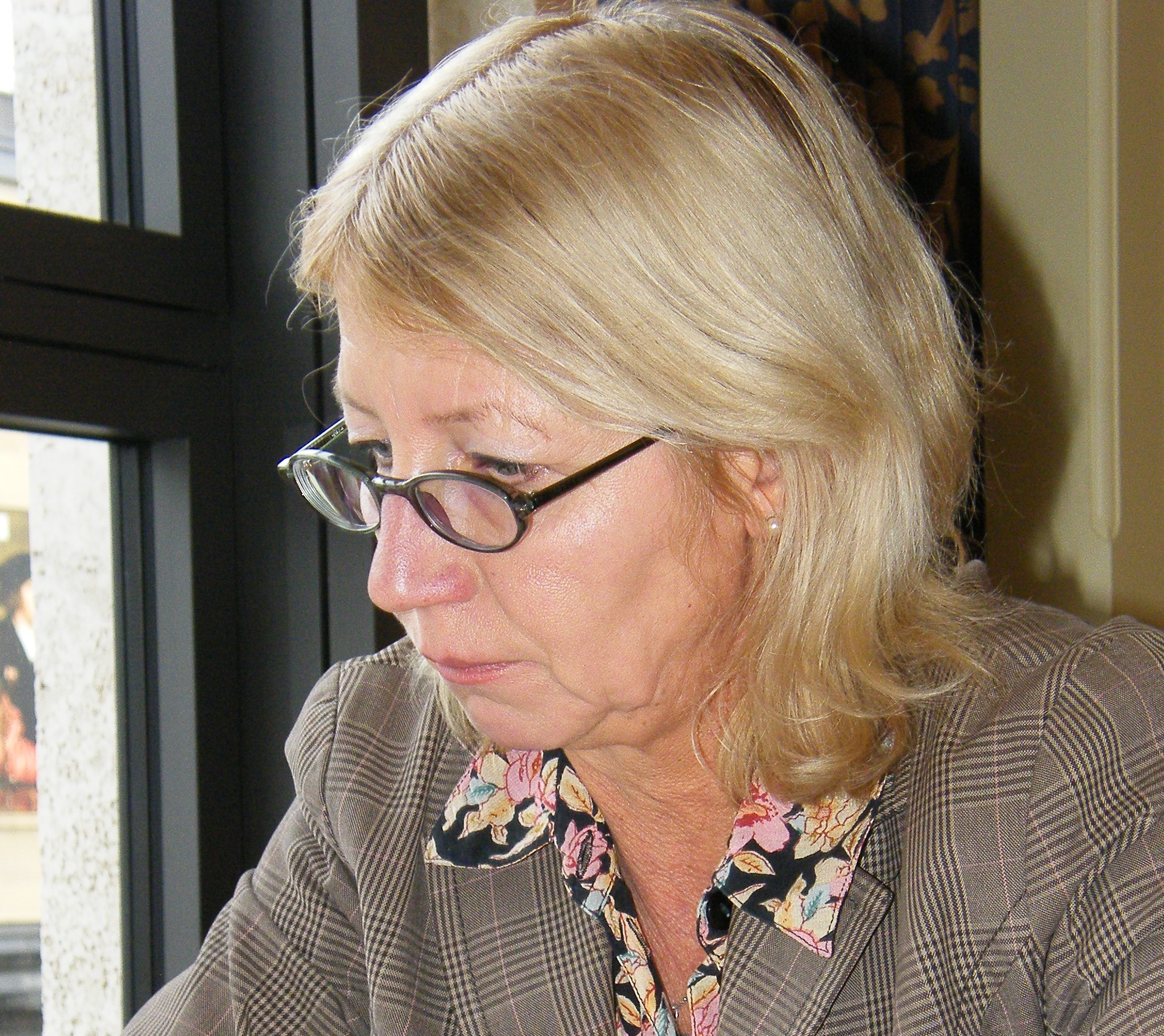
Felicitas Tesch (2010)

## Leben
Felicitas Tesch ist ledig. Sie besuchte von 1964 bis 1967 die Klütschule in Hameln und von 1967 bis 1976 das Viktoria-Luise-Gymnasium Hameln, das sie mit dem Abitur abschloss. 1976 begann sie an der Freien Universität Berlin ein Englisch- und Französisch-Studium, das sie 1983 mit dem 1. Staatsexamen und Magister abschloss. Von 1983 bis 1985 war sie Studienreferendarin an der Marie-Curie-Oberschule in Berlin-Wilmersdorf. Dort machte sie ihr 2. Staatsexamen. Als wissenschaftliche Mitarbeiterin an der FU Berlin arbeitete sie von 1985 bis 1990. 1989 wurde sie zum Dr. phil. promoviert. Von 1991 bis 1996 war sie wissenschaftliche Mitarbeiterin an der Technischen Universität Berlin und ist hier seit 1997 Studienrätin im Hochschuldienst. 1999 bekam sie die Habilitation. In den Jahren 1999 und 2000 unterrichtete Felicitas Tesch an der Sophie-Charlotte-Oberschule in Berlin-Charlottenburg.

## Politik
Tesch war vom 8. Februar 2000 bis 2011 Mitglied des Abgeordnetenhauses von Berlin. Sie war Mitglied im Ausschuss für Jugend, Familie, Schule, und Sport und im Ausschuss für kulturelle Angelegenheiten. 2001 und 2006 errang sie im Wahlkreis Charlottenburg-Wilmersdorf 1 ein Direktmandat.

## Gesellschaftliches Engagement
Felicitas Tesch ist Mitglied im Präsidium des Landesverbands Berlin-Brandenburg im Humanistischen Verband Deutschlands.